# Eduardo Fuentes
Eduardo Óscar Fuentes Silva (Santiago, 15 de janeiro de 1975) é um jornalista chileno, fotógrafo amador e apresentador de televisão e rádio. Ele é apresentador na Rádio El Conquistador, de Mentiras Verdaderas em La Red e CDF.

## Biografia
Filho único de Zunny Silva e Hernán Fuentes, nasceu no Hospital Barros Luco de Santiago e cresceu em La Legua, que hoje é a comuna de San Joaquín. Como seu pai provém de Curicó (ali tinha um bar; faleceu em 2007), as vezes o chamam de Curicano.
Demonstrou habilidades comunicacionais desde pequeno e rapidamente virou o animador de todos os festivais, quermesses ou outros que eram realizados tanto em sua escola como em outras da Gran Avenida em San Miguel. Segundo ele mesmo relatou, cresceu escutando rádios: Minería, Portales, Chilena e Cooperativa. Sua mãe costumava o levar pra Sala del Ángel em pleno centro da capital para ver as gravações da Rádionovela Radiotanda. "Ver a equipe, os microfones e os atores fazendo o seu trabalho foi a primeira imagem que me fez querer ser um locutor, o começo do empenho com 7 anos."
Terminou a secundária em 1992, no Colégio Parroquial San Miguel, estudou comunicação audiovisual no desaparecido Instituto Luis Galdames e posteriormente jornalismo na Universidad del Desarollo. Sua mãe morreu quando Fuentes tinha 18 anos vítima de um câncer pancreático fulminante. Se casou duas vezes, a primeira em 2004 com Mónica Esquivel e a segunda em 2010 com a atual esposa, a editora de revistas Andree Burgat. Em 2013 Fuentes deixou pública a sua infertilidade, e contou que estava em tratamento para ter filhos. Em 24 de setembro de 2016 depois de três anos de ter iniciado o tratamento, nasce sua primeira filha, a qual foi dado o nome Alma. Em 26 de fevereiro comunicou que no dia seguinte operaria de um câncer na tireoide.
É um amante da fotografia; também pinta; se interessa pela filosofia budista e pratica a meditação. É torcedor do Universidad de Chile.